# Інфрачервоне випромінювання

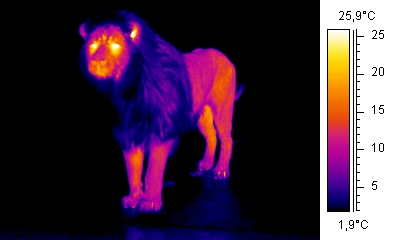
Термографія лева, у псевдо-кольорах

Інфрачерво́не випромі́нювання (від лат. infra — нижче, скорочено ІЧ) — електромагнітне випромінювання, що охоплює спектральну область між червоною межею видимого світла з довжиною хвилі λ = 700 нм (частота близько 430 ТГц) та мікрохвильовим випромінюванням з довжиною хвилі λ ~ 1 мм (частота близько 300 ГГц). Інфрачервоне випромінювання інколи ще називають інфрачервоним світлом.

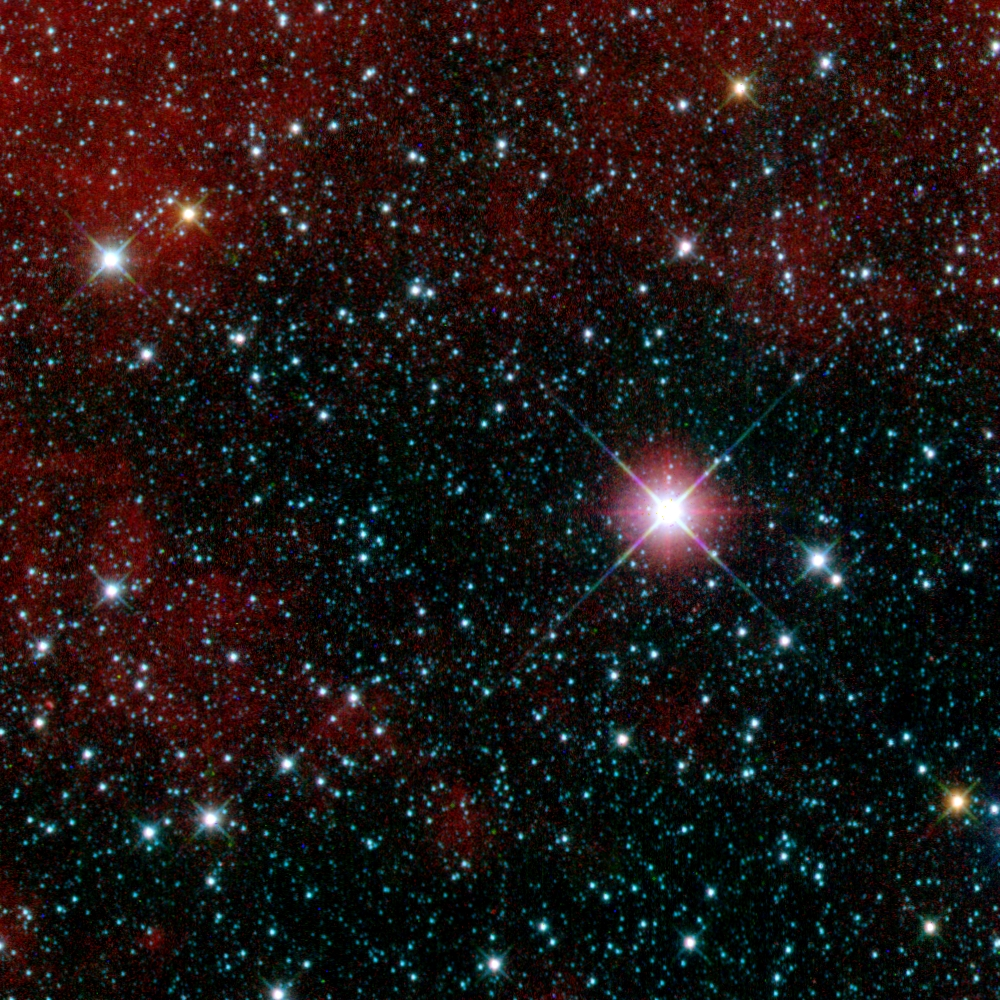
Зображення зоряного неба в космічному телескопі в інфрачервоному діапазоні (умовними кольорами): блакитному, зеленому та червоному кольорам відповідають довжини хвиль 3,4, 4,6 та 12 мкм, відповідно

Людське око не бачить інфрачервоного випромінення, органи чуття деяких інших тварин, наприклад, змій та кажанів, сприймають інфрачервоне випромінювання, що допомагає їм добре орієнтуватися в темряві.
Інфрачервоне випромінення також називають «тепловим випромінюванням» через залежність його спектру та інтенсивності, від температури, а також сприйняттям його шкірою людини як відчуття тепла. Довжини хвиль, що випромінюються тілом, залежать від температури нагрівання: чим вищою є температура, тим коротшою є довжина хвилі та вищою є інтенсивність випромінювання. Отже, зі зростанням температури, максимум інтенсивності випромінювання зміщується в бік коротших хвиль, тобто в напрямку видимого діапазону. Спектр випромінювання абсолютно чорного тіла за відносно невисоких (до декількох тисяч кельвінів) температур, лежить здебільшого саме в цьому діапазоні. Інфрачервоне випромінювання випускає збуджені атоми або іони.

## Детектори руху
Детектори руху на основі інфрачервоних датчиків сприймають інфрачервоне випромінювання або іншими словами — тепло. Спеціально вигнута лінза Френеля фокусує інфрачервоне випромінювання на піросенсорі детектора. Після цього зазвичай сигнал датчика надсилається до мікропроцесора, що перетворює їх у цифрові дані. Під час аналізу даних, маючи дані про інтенсивність інфрачервоного випромінювання та динаміку руху джерела, програмні алгоритми можуть визначити характер об'єкту та його потенційної загрози.

## Класифікація за довжиною хвилі

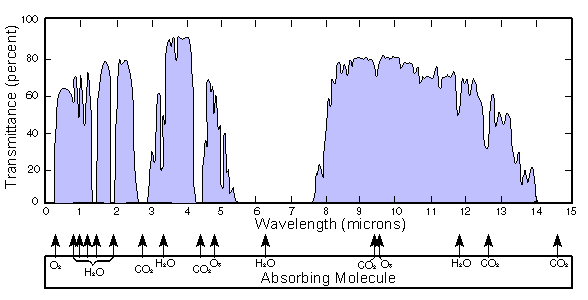
Прозорість земної атмосфери в інфрачервоній області. Провали на графіку відповідають областям поглинання, які ототожнюються з різними атмосферними газами

## Історична довідка

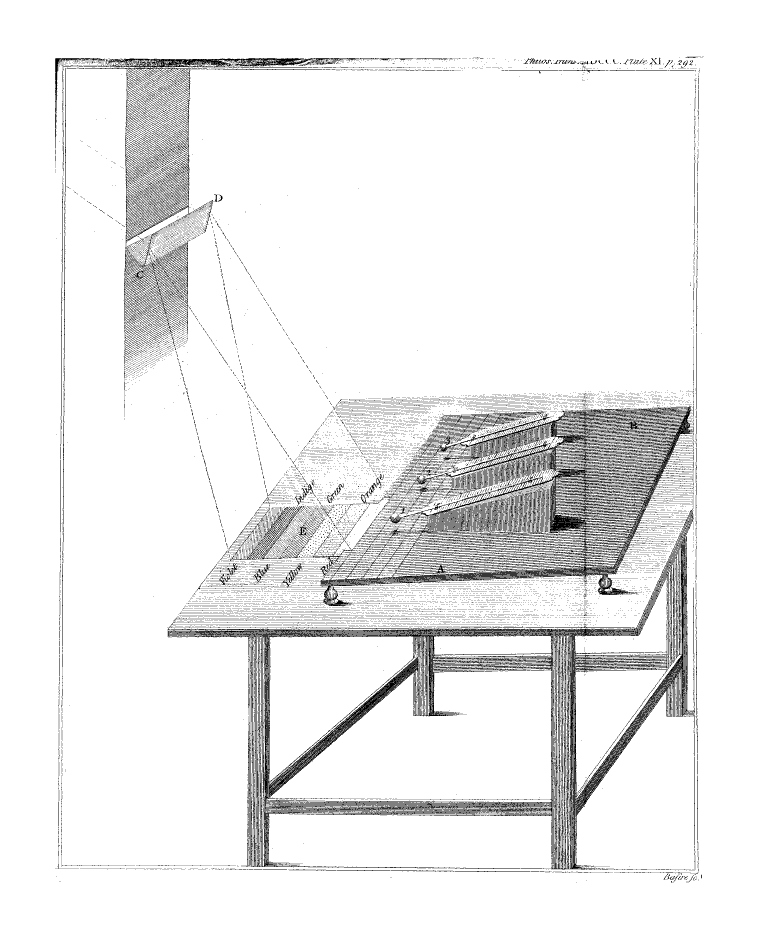
Експеримент Гершеля